# Rendestensrosen
Rendestensrosen er en amerikansk stumfilm fra 1919 af Tod Browning.

## Medvirkende
- Priscilla Dean som Mary Stevens
- Wellington A. Playter som Kent Mortimer
- Lon Chaney som Stoop Connors
- Spottiswoode Aitken som Fadem
- Gertrude Astor som Adele Hoyt